# ASIAN KUNG-FU GENERATION presents NANO-MUGEN COMPILATION
『ASIAN KUNG-FU GENERATION presents NANO-MUGEN COMPILATION』（アジアン・カンフー・ジェネレーション プレゼンツ ナノ ムゲン コンピレーション）は、ASIAN KUNG-FU GENERATIONが主催するロック・フェスティバル「NANO-MUGEN FES.2005」に出演する全アーティストによる、コンピレーション・アルバムである。2005年6月8日にキューンレコードから発売された。曲順はアーティスト名のアルファベット順になってある。

## 収録曲
1. バーン・ベイビー・バーン / ASH
2. ブラックアウト / ASIAN KUNG-FU GENERATION ※1
  - PVが制作されている。「au MUSIC 05 SUMMER」CM曲。
  - アルバム『ファンクラブ』に別バージョンを収録。
3. I LOVE YOU 'CAUSE I HAVE TO / DOGS DIE IN HOT CARS
4. Bored Of Everything / ELLEGARDEN
5. Tongue Tied / FARRAH
6. SUGAR BOMB BABY / インダストリアル・ソルト ※1
7. ロックとハニー / SPARTA LOCALS※1
8. WHITE ROOM BLACK STAR [Stout Version] / ストレイテナー ※2

※1は本作用に書き下ろされた新曲
※2は未発表曲